# Kayu Besi (Puding Besar)
Kayu Besi is een bestuurslaag in het regentschap Bangka van de provincie Bangka-Belitung, Indonesië. Kayu Besi telt 1799 inwoners (volkstelling 2010).